# Шэгги и Скуби-Ду ключ найдут!
«Шэгги и Скуби-Ду ключ найдут» (англ. Shaggy and Scooby-Doo Get a Clue!) — американский мультсериал о приключениях Скуби-Ду. Выпущен студией Warner Bros. режиссёрами Джеффом Алленом и Чарльзом Виссером. Премьера мультсериала состоялась 23 сентября 2005 года. Последняя серия мультсериала была показана на ТВ 15 марта 2009 года. В марте 2009 года планировалось, что у мультсериала будет третий сезон, но Warner Bros. отказалась от него в пользу создания мультсериала «Скуби-Ду! Мистическая корпорация».
Это был последний мультсериал, в котором участвовал сооснователь Hanna-Barbera Джозеф Барбера перед его смертью в 2006 году.

## Сюжет
В этой новой развлекательной серии приключений Скуби и Шегги внезапно включаются в погоню за богатством, когда Шегги наследует состояние своего дяди Альберта, гениального изобретателя, ныне скрывающегося от недобрых интриг доктора Финеаса Файбса. Поселившись в особняке Шеглфорд, где живет неповоротливый дворецкий-робот Роби, им приходится разоблачать планы неуклюжих шпионов Файбса.

## Персонажи
- Шэгги — главный герой и племянник доктора Альберта. Практически не изменился (только глаза выглядят как точки), но стал не настолько труслив. Делает всё, чтоб помешать Файбсу. В свободное время смотрит телевизор и устраивает вечеринки.
- Скуби-Ду — друг Шэгги. Помогает ему в его деле. Уже не такой трус, т. к. доктор Альберт изобрёл особое печенье Скуби, дающее ему суперсилу. В каждой серии он обязательно съедает хотя бы одно. Любит проводить время как Шэгги. В серии «Молния бьёт дважды» выясняется, что Скуби очень боится молний, как Файбс.
- Доктор Альберт Шеглфорд(он же доктор Требла) — дядя Шэгги по матери. Известный учёный. В сериале появляется в виде голограммы для передачи задания.
- Роби —  дворецкий-робот в особняке Шеглфорд. Является комичным персонажем, т. к. он выполняет свои задачи прямо противоположно. Является передатчиком сообщений от доктора Альберта.Вместо открытия дверей ломает их.
- Доктор Финеас Файбс — главный злодей сериала. Безумный учёный, мечтающий покорить весь мир и стать бессмертным. Вместо левой руки у него протез. Ненавидит Шэгги и Скуби и всячески пытается их уничтожить. Судя по акценту родом из Германии. Из-за несчастного случая боится молний, которые бьют в него постоянно. Называет Шегги и Скуби "псом и парнем хиппи".
- Агенты — люди Файбса. Не имеют имён, только номера. Так же являются комическими персонажами, т. к. большинство из них глупы.

## Роли озвучивали
- Джим Мескимен — Роби
- Джефф Беннетт — Доктор Финеас Файбс
- Фрэнк Уэлкер  — Скуби-Ду
- Скотт Менвилл — Шэгги
- Кейси Кейсем — дядя Альберт